# Улендыкуль
Улендыкуль — деревня в Исилькульском районе Омской области. Входит в состав Баррикадского сельского поселения.

## История
Основана в 1918 году. В 1928 году хутор Комаровский состоял из 22 хозяйств, основное население — русские. В административном отношении находился в составе Уленды-Кульского сельсовета Исилькульского района Омского округа Сибирского края.

## Население
| 1926 | 2002 | 2010 |
| ---- | ---- | ---- |
| 128  | ↗389 | ↘211 |

## Улицы
В деревне имеются две улицы: Центральная и Школьная.